# Pflichtverletzung
Unter einer Pflichtverletzung versteht man im deutschen Schuldrecht ein Verhalten, wenn ein Schuldner anders handelt als es ihm durch das Schuldverhältnis vorgeschrieben ist und er dadurch eine Rechtspflicht verletzt.
Der Begriff Pflichtverletzung stellt dabei auf die objektiv bestehende Pflicht ab, nicht auf ein „Vertretenmüssen“ des Schuldners im Sinne des § 276 BGB. Auch wenn der Schuldner die Pflichtverletzung nicht zu vertreten hat, spricht man von einer Pflichtverletzung.

## Allgemeines
Die Pflichtverletzung ist nach dem in Deutschland seit dem 1. Januar 2002 geltenden neuen Schuldrecht zentrales Tatbestandsmerkmal und wesentlicher Rechtsbegriff im Recht der Leistungsstörungen.
Pflichtverletzungen können beispielsweise innerhalb vertraglicher Schuldverhältnisse begangen werden. Im Rahmen eines Kaufvertrages ist der Verkäufer z. B. verpflichtet, die verkaufte Sache frei von Sach- und Rechtsmängeln zu übereignen (§ 433 Abs. 1 Satz 2 BGB). Wenn der Verkäufer eine mangelhafte Sache liefert, verletzt er die genannte Pflicht.
Pflichten, bei deren Verletzung ein Schadensersatzanspruch nach § 280 Abs. 1 BGB entstehen kann, bestehen aber auch innerhalb gesetzlicher oder vertragsähnlicher Schuldverhältnisse. Beispiel: Person A hat eine Schaufensterscheibe von Person B beschädigt und schuldet deshalb aus unerlaubter Handlung (§ 823 Abs. 1 BGB) Schadensersatz. Wenn Person A den Schaden repariert und dabei die Schaufensterauslagen der Person B beschädigt, begeht Person A eine Pflichtverletzung innerhalb eines gesetzlichen Schuldverhältnisses und haftet nach § 280 Abs. 1 BGB.

## Begriffsgeschichte
Im Rahmen der Schuldrechtsmodernisierung wurde lange Zeit über den passenden Zentralbegriff des neuen Leistungsstörungsrechts diskutiert. Innerhalb der Schuldrechtskommission des Bundesjustizministeriums wurden zunächst die Begriffe „Vertragsverletzung“, „Forderungsverletzung“ und „Nichterfüllung“ vorgeschlagen. Letztlich folgte die Kommission aber dem von Uwe Diederichsen vorgeschlagenen Begriff der Pflichtverletzung.
Gegen den Begriff „Vertragsverletzung“ sprach, dass auch gesetzliche Schuldverhältnisse, bei denen kein Vertrag existiert, umfasst werden sollten. Der Ausdruck „Forderungsverletzung“ hätte für solche Verhaltenspflichten Probleme bereitet, die mit keinem unmittelbaren Forderungsrecht korrespondieren, z. B. die Pflicht zur Rücksichtnahme auf die sonstigen Rechtsgüter des Gläubigers. Der Begriff der „Nichterfüllung“ wurde ebenfalls für zu eng gehalten, da unter Nichterfüllung nur das teilweise oder vollständige Ausbleiben einer geschuldeten Leistung verstanden werde.

## Der doppelte Tatbestand der Pflichtverletzung
Der Begriff „Pflichten aus dem Schuldverhältnis“ in § 280 Abs. 1 BGB umfasst zwei Arten von Pflichten: Leistungs- und Rücksichtnahmepflichten (auch Schutz- oder Nebenpflichten genannt). Eine Pflichtverletzung ist zunächst dann gegeben, wenn eine Leistungspflicht nicht oder nicht wie geschuldet erbracht wird. Schuldet etwa jemand einer Bank die Rückzahlung eines Darlehens von € 200.000,- und zahlt nicht, dann begeht er eine Pflichtverletzung. Dasselbe gilt, wenn der Verkäufer eines PKW das verkaufte Fahrzeug nicht an den Käufer liefert.
Zum anderen ist es eine Pflichtverletzung, wenn der Schuldner seine Pflicht zur Rücksichtnahme auf die Rechtsgüter des Gläubigers (§ 241 Abs. 2 BGB) nicht erfüllt. Auch dazu ein Beispiel: Ein Handwerker wird in eine Wohnung gerufen, um einen Wasserhahn zu reparieren. Er führt diesen Auftrag aus, stößt aber aus Unachtsamkeit eine wertvolle Vase im Flur um. Der Handwerker hat zwar seine Leistungspflicht erfüllt, aber nicht hinreichend Rücksicht auf das Eigentum des Auftraggebers genommen und damit die Pflicht zur Rücksichtnahme verletzt. Er hat deshalb eine Pflichtverletzung im Sinne von § 241 Abs. 2 BGB begangen (Schadenersatz gem. § 280 Abs. 1 BGB).

## Rechtsfolgen der Pflichtverletzung
§ 280 Abs. 1 BGB legt fest, dass der Schuldner grundsätzlich Schadensersatz zu leisten hat, wenn er eine Pflichtverletzung begangen hat. Dies gilt nicht, wenn der Schuldner die Pflichtverletzung nicht zu vertreten hat. Die Beweislast hierfür trägt wegen der negativen Formulierung des § 280 Abs. 1 S. 2 BGB der Schuldner. Zu vertreten hat der Schuldner nach § 276 Abs. 1 BGB Vorsatz und Fahrlässigkeit (Verschulden).
Die Grundregel des § 280 Abs. 1 BGB wird durch die folgenden Absätze modifiziert. § 280 Abs. 1 BGB ist nur für den Schadensersatz neben der Leistung alleinige Anspruchsgrundlage. Wenn der geforderte Schadensersatz ein Schadensersatz wegen Verzögerung der Leistung ist, müssen nach § 280 Abs. 2 BGB zusätzlich die Voraussetzungen des Verzuges gemäß § 286 BGB erfüllt sein. Im Fall des Schadensersatzes statt der Leistung knüpft § 280 Abs. 3 den Schadensersatz an die weiteren Voraussetzungen der § 281, § 282 und § 283 BGB. Die Pflicht zum Schadensersatz tritt dann an die Stelle der ursprünglichen Leistungspflicht.
Für den Fall, dass mehrere Pflichtverletzungen gegeben sind – im Rahmen des § 281 BGB namentlich die ursprüngliche Nicht- oder Schlechtleistung und im Anschluss das nicht (ordnungsgemäße) Nacherfüllen – stellt sich die Frage, auf welche der beiden Pflichtverletzungen sich das Vertretenmüssen i.R.d. § 280 Abs. 1 S. 2 BGB bezieht. Die Antwort ist in der Literatur heftig umstritten. Im Ergebnis wird es wohl reichen müssen, dass der Schulder eine der beiden zu vertreten hat.
Unter den Voraussetzungen des § 323 BGB kann der Gläubiger bei einem gegenseitigen Vertrag den Rücktritt erklären.

## Rechtsvergleichende internationale Einordnung
Eine einheitliche Haftungsnorm aufgrund von Pflichtverletzungen, wie sie seit der Schuldrechtsmodernisierung mit § 280 Abs. 1 BGB existiert, entspricht der aktuellen internationalen Rechtsentwicklung.
Die von der Lando-Kommission erarbeiteten „Principles of European Contract Law“ enthalten in Art. 9;510 eine entsprechende Regelung.